# Siphona intrudens
Siphona intrudens är en tvåvingeart som först beskrevs av Charles Howard Curran 1932.  Siphona intrudens ingår i släktet Siphona och familjen parasitflugor. Inga underarter finns listade i Catalogue of Life.